# Гейнс, Рой
Рой Гейнс (англ. Roy Gaines; 12 августа 1937, Уэском, Техас, США  — 11 августа 2021, Лос-Анджелес, Калифорния, США) — американский блюзовый и джазовый гитарист, вокалист и автор песен. Номинант Blues Music Awards в номинациях «Альбом современного блюза» (1982), «Артист, заслуживающий большего признания» (1999), «Блюзовый гитарист» (2001), «Исполнитель современного блюза» (2001),. Брат блюзового саксофониста Грейди Гейнса.

## Биография
Рой Гейнс родился в Уэскоме, штат Техас в 1937 году. Когда ему было шесть лет, семья переехала в Хьюстон. С детства обучался игре на фортепиано, подражал стилю Нэта «Кинга» Коула , но в подростковом возрасте взял в руки гитару, первые уроки гитары ему дал Кларенс Холлиман, а затем кантри-музыкант Стив Хестер. В то же время он познакомился с ещё одним в будущем ставшим известными гитаристом Джонни Коуплендом. В возрасте 14 лет Рой Гейнс уже аккомпанировал на концертах своему кумиру Ти Боун Уокеру и играл в ночных клубах Хьюстона. Позднее он перебрался в Лос-Анджелес. C 1955 года Рой Гейнс, работая в основном на Duke and Peacock Records, появлялся как сайдмен со звёздами блюза Бобби Блэндом, Джуниором Паркером, Биг Мамой Торнтон, Роем Милтоном, Чаком Уиллисом и снова с Ти-Боун Уокером. Некоторое время в 1950-х Рой Гейнс жил в Нью-Йорке,  много играл и записывался на Atlantic Records и с джазовыми музыкантами, например с Коулменом Хокинсом, Джимми Рашингом, Аретой Франклин. В 1958 году он играл с Билли Холидей на Jazz Party, последнем публичном выступлении певицы .
Рой Гейнс выпустил два малозаметных альбома в 1956 году на RCA и ещё пару в 1960 годах на небольших лейблах. В 1966 году в Лос-Анджелесе Рой Гейнс вошёл в состав аккомпанирующей группы Рэя Чарльза, а также работал сессионно с таким музыкантами, как The Everly Brothers, The Supremes, Бобби Дарин, Стиви Уандер и Глэдис Найт. В основном всю карьеру Рой Гейнс провёл как сайдмен. В 1970-е он гастролировал по всему миру, в частности по Центральной и Южной Америке с Supremes в 1976 году, и по США с Дайаной Росс в 1977 году. Музыкант был постоянно востребован. Это включало работу в кино и на телевидении с Куинси Джонсом .
В 1982 году он наконец выпустил сольный альбом Gainelining, который получил номинацию на Blues Music Awards. Следующий студийный альбом Lucille Work for Me вышел лишь в 1996 году. Альбом 2000 года New Frontier Lover принёс музыканту звание наиболее выдающегося гитариста по версии журнала Living Blues Magazin  и ещё две номинации Blues Music Awards. Последний альбом группы Роя Гейнса Roy Gaines & His Orchestra вышел в 2009 году.
В 1985 году Рой Гейнс сыграл небольшую роль в фильме Стивена Спилберга Цветы лиловые полей.
Последние концерты Рой Гейнс сыграл в Лос-Анджелесе на джазовых фестивалях Playboy и Central Ave в 2018 году. Рой Гейнс умер в Лос-Анджелесе 11 августа 2021 года.
В числе музыкантов, повлиявших на творчество, сам Рой Гейнс помимо кумира Ти-Боун Уокера называл ещё Лайтнина Хопкинса, Кларенса Брауна, Чарли Крисчена и Уэса Монтгомери. «Разнообразие стилей и музыкальных жанров оказало большое влияние на путь Роя и сделало его незаменимым активом в студии звукозаписи» .

## Избранная дискография
| Год  | Название                                                     | Лейбл                    |
| ---- | ------------------------------------------------------------ | ------------------------ |
| 1982 | Gainelining                                                  | Red Lightnin'            |
| 1996 | Lucille Work for Me                                          | Black Gold               |
| 1998 | Bluesman for Life                                            | JSP Records              |
| 1999 | I Got the T-Bone Walker Blues                                | Groove Note              |
| 2000 | New Frontier Lover                                           | Severn Records           |
| 2000 | Guitar Clashers From Gainesville, Tokyo (w/Mitsuyoshi Azuma) | P-Vine Records           |
| 2002 | Superman                                                     | Black & Blue Records     |
| 2002 | In the House: Live at Lucerne, Vol. 4                        | CrossCut Records         |
| 2004 | The First TB Album                                           | Delta Groove Productions |
| 2005 | Rock-A-Billy Boogie Woogie Blues Man                         | Black Gold               |
| 2005 | Going Home to See Mama                                       | Black Gold               |
| 2009 | Tuxedo Blues                                                 | Black Gold               |